# 佐竹五三九
佐竹 五三九（さたけ ごさく、1918年2月14日 - 1977年10月12日）は、昭和時代の労働運動家。全国金属労働組合（全金）委員長、日本労働組合総評議会（総評）副議長。

## 経歴
大阪府三島郡富田村（現高槻市）生まれ。1933年高等小学校卒業。洋服屋の店員を経て、1934年大阪毛織に入社。同年11月の日本労働組合全国評議会（全評）結成に参加。1935年全評関西繊維労働組合淀川分会長。同年12月に検挙・拘留されて退職。1936年大阪市の日の出鉄工所に入社。働きながら野田職工学校（二部）を卒業。同時に全評金属関西地方協議会青年部長として活動。1937年12月人民戦線事件で再検挙。1939年高野実、柳本美雄と連絡をとり上京。1940年荏原製作所羽田工場に入社し、同桐生工場で敗戦を迎えた。
1945年日本労働組合総同盟（総同盟）結成準備会に参加。同年10月荏原製作所労働組合を結成。1946年9月高野らとともに全国金属産業労働組合同盟（全金同盟）を結成、中央執行委員。1950年関東金属労働組合書記長。同年の日本労働組合総評議会（総評）結成で高野を補佐。1950年総評全国金属労働組合（全金）東京地方本部書記長。1952年全金本部組織部長。1953年全金中央執行委員。1961年全金東京地方本部委員長。この間、1947年の東洋時計、1950年の日立製作所、1953年の日本製鋼所赤羽工場、1956年の東京亜鉛、1959年の田原製作所、1963年の日本ロールなどの争議を指導。1968年全金書記長となり、1970年代初頭の労働戦線統一運動に際しては批判的立場から労働戦線統一民間単産連絡会議（22単産会議）に参加。終始一貫して「階級的全的統一」を主張し、1973年7月の22単産会議解散の要因となった。1975年全金中央執行委員長。1976年総評副議長。1977年脳出血で死去、59歳。佐竹が急逝したことが大きなきっかけとなって、全金はJCとの結び付きを急速に強め、労働戦線統一賛成の右寄り路線に転換していった。
高野派の三羽烏（柳本美雄、北川義行、佐竹五三九）の1人。柳本が太田派に移り、北川が高野色を薄めた後も左派の立場を堅持した。高野と同じく共産党と社会党の二重党籍を持っていたとされる。

## 著書
- 『日本生産性本部――その実体と役割』（黒川俊雄共編著、青木書店、1970年）

## 映画
- ドレイ工場（1968年製作） - 製作を担当。
- 劇映画 沖縄（1969年製作） - 劇映画「沖縄」製作上映委員会の事務局長を務めた。